# Horti, Indi
Horti là một làng thuộc tehsil Indi, huyện Bijapur, bang Karnataka, Ấn Độ.